# 霍伊佩尔岑
霍伊佩尔岑是德国莱茵兰-普法尔茨州的一个市镇。总面积2.58平方公里，总人口269人，其中男性130人，女性139人（2011年12月31日），人口密度104人/平方公里。